# Vampyrodes caraccioli
Vampyrodes caraccioli är en däggdjursart som först beskrevs av Thomas 1889.  Vampyrodes caraccioli är ensam i släktet Vampyrodes som ingår i familjen bladnäsor. IUCN kategoriserar arten globalt som livskraftig.
Inga underarter finns listade i Catalogue of Life. Wilson & Reeder (2005) skiljer mellan två underarter.

## Utseende
Denna fladdermus kännetecknas av fyra ljusa strimmor på huvudet, två över ögonen och två från mungiporna till öronen. Dessutom går en ljus strimma över halva ryggen. Individerna når en kroppslängd (huvud och bål) av 6,5 till 7,7 cm och en vikt mellan 30 och 40 gram. Svanskotor finns bara rudimentärt och på utsidan är ingen svans synlig. Främre lemmarnas längd som bestämmer djurets vingspann är 4,5 till 5,7 cm. Hudfliken (bladet) vid näsan slutar i en spets som är riktad uppåt. För övrigt liknar arten medlemmar av släktet Platyrrhinus men Vampyrodes caraccioli har bara 2 molarer i varje käkhalva.

## Utbredning och habitat
Vampyrodes caraccioli förekommer i Centralamerika och norra Sydamerika från södra Mexiko till östra Peru, centrala Bolivia och centrala Brasilien. I bergstrakter når arten 1000 meter över havet. Habitatet utgörs främst av tropiska regnskogar. Fladdermusen uppsöker ibland odlade områden.

## Ekologi
Individerna är aktiva på natten och på dagen vilar de gömda i täta bladansamlingar. Vanligen vilar en vuxen hanne, två eller tre honor samt deras ungar tillsammans. Ensamma hannar finns likaså. Gömstället ligger oftast tre eller fler meter över marken. 30 till 45 minuter efter solnedgången flyger fladdermusen varje natt uppskattningsvis 850 meter. Där äter den frukter, nektar och pollen.
Honor har upp till två kullar per år. Hittills blev bara honor med en enda unge observerade.